# Glass Sport Motors
Glassport Motor Company (GSM) a fost un producător sud african de automobile cu sediul la Cape Town, producând automobile între 1958 și 1964. Numele companiei provine de la materialul folosit pentru fabricarea caroseriei, aceasta fiind produsă din fibră de sticlă. GSM a fost cel de al doilea automobil sport fabricat în Africa de Sud după Protea.

## Istorie
Compania a fost fondată de către Bob van Niekerk și Willie Meissner  în 1958 după ce Meissner a călatorit în Anglia acesta descoperind acolo fibra de sticlă, aceasta fiind un material apărut de curând . Meissner a trimis o scrisoare lui van Niekerk cerându-i să vină și acesta în Anglia pentru a studia modul de utilizare a fibrei de sticlă. Aceștia s-au întâlnit cu designerul sud african Verster de Wit (care la aceea dată proiecta Sunbean Alpine), acesta i-a ajutat în găsirea unui design  învățându-i tehnicile de design automobilistic. După cei doi au găsit un design atractiv, aceștia au realizat o machetă. Prima caroserie pe care aceștia au fabricat-o a fost vândută pentru  ca cei doi să aibă banii ca să se întoarcă în Africa de Sud.Întorcându-se aceștia au fabricat primul prototip a modelului GSM Dart.GSM-urile au fost în principal vândute în Africa de Sud și Anglia, câteva ajungând și în Canada.

## Dart

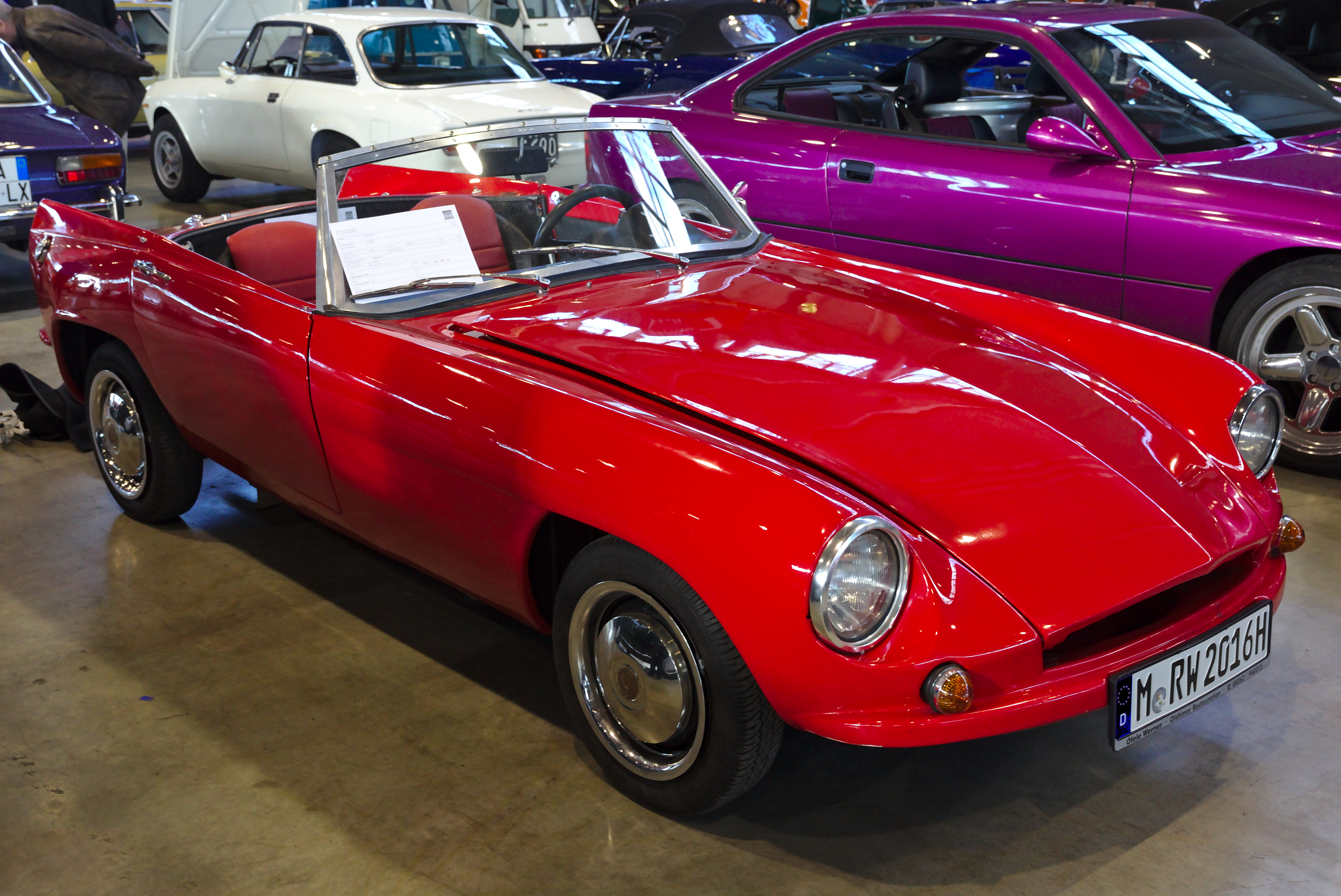
GSM Dart

Dart a fost primul model al producătorului GSM. Automobilul folosea o gamă mai largă de motoare printre care și motoarele Converty Climax și Ford Anglia 100 E și 105 E. În față suspensia avea arcuri cu foi iar în spate aceasta avea arcuri elicoidale.
Dart a fost fabricat și la West Malling, Kent, Anglia de că GSM Cars, dar era cunoscută sub numele de GSM Delta pentru că Dart era deja un nume înregistrat de către Chrysler.

## Flamingo

GSM Flamingo

Producția modelului Flamingo a început în anul 1962 sfârșind în anul 1964. Se dorea folosirea unui motor V6 de proveniență Ford dar pentru că acesta nu a apărut la timp s-a folosit un motor de 1,7 litri de Ford Taunus, mai târziu fiind folosit un motor de 1,5 litri de Ford Cortina. Deși cele două modele arătau asemănător, Flamingo era diferit din mai multe puncte de vedere. În primul rând aveau motorizări diferite, iar suspensia punții față era diferită de cea a modelului Dart având o suspensie asemănătoare cu Mini.
Printre proprietari se numără și Gordon Murray care are un model din 1964.

## Replici
În anii 1980 unul dintre membrii fondatori a creat o serie de replici cunoscute sub numele de Levy Dart, iar în anii 1990 s-a început crearea unor replici asemănătoare cu GSM Dart numite Hayden Dart care se produc și în ziua de azi.